# フアン・デ・カルタヘナ
フアン・デ・カルタヘナ（スペイン語：Juan de Cartagena, 出生年日不明 - 1520年）は、スペインの会計士で、フェルディナンド・マゼランによる世界一周航海の参加者である。彼はパタゴニアで乗組員の不満に乗じて反乱を起こしたことで知られる。

## 概要
カルタヘナは新大陸における通商を取り仕切る通商院の最高責任者であったファン・ロドリゲス・デ・フォンセカ司教の甥、または庶子である。フォンセカは当時フランドル地方との羊毛交易で繁栄したブルゴス司教に就任しており、ブルゴス商人で後にマゼランに出資するクリストバル・デ・アロを始めブルゴスの利権にまつわる人脈を築いている。
カルタヘナ自身に航海の経験はなかったが、1519年にマゼランが世界一周艦隊の司令官に任命されると、フォンセカの伝手で、艦隊の財務および取引業務を取り仕切る総監察官に就任した。共同司令官の立場にあったルイ・ファレイロが出発直前、スペイン国王カルロス1世から1519年7月19日付の通商院宛ての書簡で艦隊から外されてからは後任の準司令官に昇格した。また、スペイン国王カルロス1世は航海の報告をマゼランではなくカルタヘナが行うことを命じた。カルタヘナの影響力を鑑みたマゼランは、彼を艦隊内でも最大艦たるサン・アントニオ号の船長にした。それ以前に、4月までにはカルタヘナと同じカスティーリャ人であるアントニオ・メンドーサが財務官兼ビクトリア号船長に、アントニオ・デ・コカが会計官に、ガスパル・デ・ケサーダがコンセプシオン号船長に就任し、艦隊の中枢はフォンセカの息のかかった人物で占められることになった。併せて艦隊内のポルトガル人を5人以内に制限するよう通商院から圧力がかかり、マゼランは国王との協約や訓令を盾に反発した。スペイン人船員が思うように集まらなかったので、結局マゼランの親族3人を含む少なくとも30人以上のポルトガル人が航海に参加した。このフォンセカによる横槍は艦隊内に二重の権限を生じさせるとともに、マゼランにスペイン人船員への不信感を抱かせることになった。
マゼランとカルタヘナの反目は出港後すぐに浮上した。シュテファン・ツヴァイクによれば、120トンのサン・アントニオ号から75トンのサン・ディエゴ号まで、全隻サイズの違う艦隊を統率するために、マゼランは徹底した上意下達体制を構築。すべての艦船は旗艦トリニダード号に追従することのみが要求され、具体的な航路などの協議は一切なされなかった。各艦長は日没時に舳先からマゼランに敬服の挨拶を示し、夜間当直の指令を受けた。しばらくはこの体制が続いたが、マゼランが当初の航路を独断で変更し、アフリカ大陸を南下し始めると艦隊内に動揺が生じた。この航路変更は失敗で、凪による二週間ほどの遅れや、テネリフェ島南部で遭遇した暴風雨により食料の節約を余儀なくされる事態になった。カルタヘナはマゼランへの疑問を顕にしたが、カルタヘナらに当初から不信感を抱くマゼランは叱責で答えた。憤慨したカルタヘナは以後、日没時の挨拶を代理人にやらせるようになり、やがては誰も出さなくなった。
マゼランはこの機に誰が艦隊の支配者であるか判然と示すことにした。しばらくして、トリニダード号に全艦長を集めた。ようやく協議に応じたのかと集まった艦長たちの前で、カルタヘナは即座に逮捕された。虚を突かれたスペイン人船長たちは困惑し、メンドーサが貴族に連なるカルタヘナを鎖で捕縛するのは勘弁してほしい、せめて自らの艦に監禁することで許してほしいと嘆願するのが精一杯だった。カルタヘナは船長を解任され、パタゴニアのサン・フリアン湾に到着するまで虜囚の身であった。

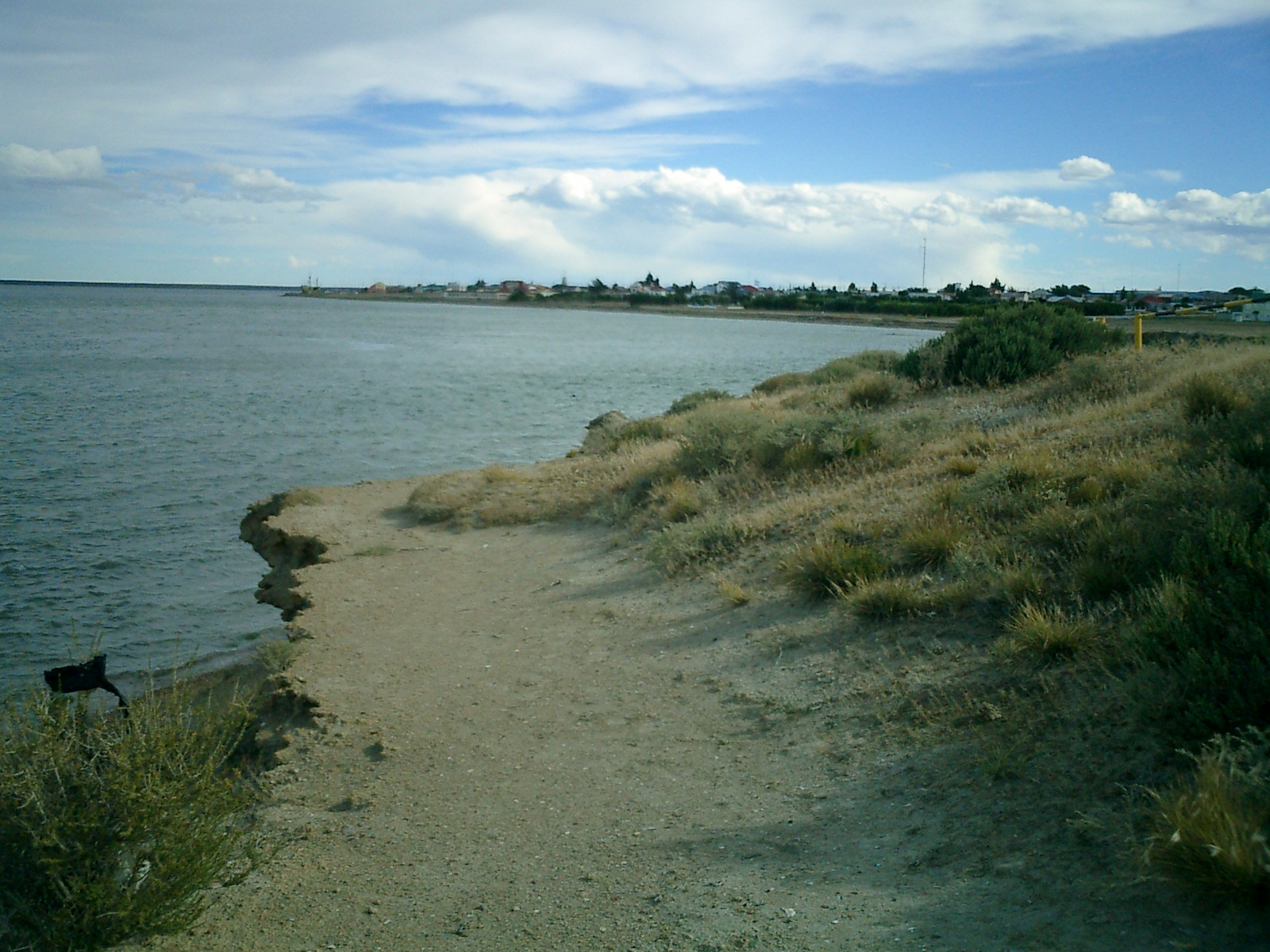
マゼラン一行が冬を越したサン・フリアン湾

1520年4月1日、サン・フリアン湾での冬越しによって士気が大きく低下していた艦隊において、いよいよメンドーサ、ケサーダ、そしてカルタヘナの後任艦長を解任されたコカはマゼランに対抗するべくスペイン人船員たちから同志を募り、40人ほどが呼応した。その中にはフアン・セバスティアン・エルカーノも含まれていた。彼らは手始めに、コカの手引でサン・アントニオ号を急襲。船長でマゼランの従兄弟であるアルバロ・デ・メスキータを拘束し、抵抗した副長のフアン・デ・エロリアーガを殺してサン・アントニオ号を手中にする。こうして優位に立ったカルタヘナ一味は艦隊が自分たちの指揮下に入った旨の通告を旗艦にいるマゼランに送った。
サン・アントニオ号をはじめ3隻が反乱側に落ち、小型のサン・ディエゴ号は戦闘向けではない以上、トリニダード号のみとなったマゼランは一夜にして窮地に立たされた。だが、今回もマゼランは彼らの虚を突く秋霜烈日の対応を取った。彼はまずビクトリア号に腹心のゴンサーロ・ゴメス・デ・エスピノサを派遣する。通告の返書を渡す使者を装ったエスピノサは、返書を受け取ろうと身を乗り出したメンドーサを殺害し、ビクリトア号を制圧した。トリニダード以下3隻はただちに湾口を包囲し、翌4月2日の夜、強風に煽られて突出したサン・アントニオ号が拿捕されるとコンセプシオン号にいたカルタヘナ一味は観念し降伏した。
反乱に加担した40人ほどのスペイン人船員は死刑判決が出され、ケサーダはエロリアーガ殺害の咎で直ちに処刑された。ケサーダの従者、ルイス・デ・モリナに主人の首を打てば特赦するという取引をした挙句である。メンドーサとケサーダの遺体は四つ裂きにされ吊るされた。残りは鎖に繋がれて船の補修作業に従事することで免罪された。首謀者であるカルタヘナは親戚であるフォンセカに配慮して、同年8月24日に加担者のペドロ・サンチェス・デ・ラ・レイナ神父とともに僅かな水と食料を渡され、サン・フリアンの地に置き去りにされた。2人のその後を知る者はいない。

## 「反乱」の真意

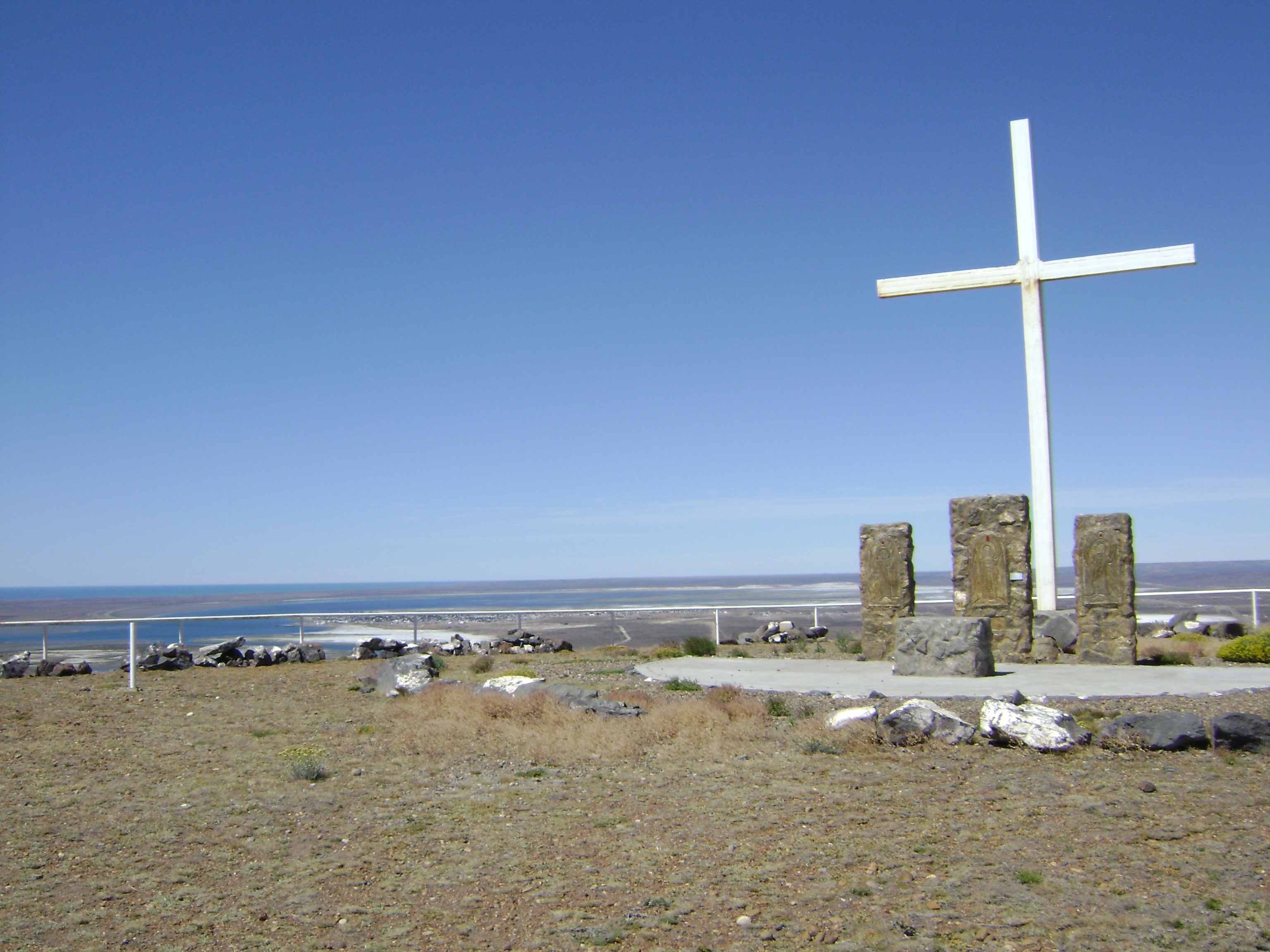
サン・フリアンの高台にある十字架。最初の十字架はマゼランによって設けられた

カルタヘナは背後に通商院、フォンセカ、そしてブルゴス商人の意図があるとは云え、国王から信任された監察官であり、メンドーサらカスティーリャ人船長たちもまた貴族階級に属する者たちだった。彼らにはスペインの名誉と国益のためにもマゼランを監視する義務があった。マゼランが当初決められていた航路を変更し、それによって航海が停滞する事態に陥ると、なんら協議も指示も受けていない彼らがマゼランに疑念を抱くのは当然のことだった。だが、故国ポルトガルの妨害やフォンセカら通商院の横槍を振り切って出帆にこぎつけただけあって、マゼランが彼らに抱く不信感は彼ら以上に確信的なものであった。その差によって彼らは早々に指揮権を奪われることとなった。
カルタヘナらとしては、これ以上の無謀に付き合うことに危機感を感じながらも、王命で参加した以上、後にエステバン・ゴメスが取ったように無断で離脱することも、あるいは自分たちと同等以上の権限を授かり、個人としても器量、胆力の違いを見せつけられたマゼランを武力で排除するわけにもいかなかった。立場と現状との板挟みになったカルタヘナらが取った行動は、反乱というよりマゼランの変心をうながす抗議活動に近いものがあった。その動機の弱さは、サン・アントニオ号を制圧した後、彼らがマゼランに送った通告文から見て取れる。
彼らがマゼランに送りつけたのは最後通告でも挑戦状でもなく、「嘆願書(スプリカシオン)」と銘打った極めて低姿勢のものであった。この嘆願書で彼らは自らの抗議活動を弁明し、あなたの提督権を奪う意図はなく、我々の待遇を改善してくれれば、「たとえあなたをここまでは専横と呼んだとしても、ここから先はあなたのことを閣下と呼び、あなたの足と手に口づけするであろう」と以後は忠実に従うと記されていた。
だが、前人未到の僻地で、当時誰もが信じていなかったアメリカ大陸を断ち切る海峡を探すという英雄的な使命感に燃えていたマゼランに、彼らの悲鳴は届かなかった。マゼランは彼らの弱気をあざ笑うかのように、まず人質がいるサン・アントニオ号ではなく、ビクトリア号を船長殺害という手段で再制圧した。使命達成の鬼となり、そのために怜悧、非情の判断も取れるマゼランの前に、カルタヘナらは威圧され、後手に回り、やがて踏み潰される運命であった。
1522年9月6日にビクトリア号が帰還し、マゼランの航海は本人を欠いて終了した。この時点で、カルタヘナらの実情を知らせることができるであろう人物は、生還したエルカーノと伝記役を務めたアントニオ・ピガフェッタ、そしてマゼラン海峡目前で離脱したゴメスのみであった。この内、途中離脱したゴメスは自らの背信行為を糊塗するためにマゼランの専横を告発し、彼らは海峡を発見することなく死に絶えたと訴えた。エルカーノが帰還したことでゴメスの立場は危うくなったが、エルカーノ自身も反乱に加担した経緯を知られることを恐れるのは明白で、互いの汚点をかばい合うように沈黙して栄誉を分かち合った。ちなみに、反乱の後再びサン・アントニオ号船長に就任したメスキータはゴメスによって再び囚われたまま帰国し、帰国後もゴメスの告発によってスペインに囚われるなど、都合3度鎖に繋がれることになった。
栄光に包まれたエルカーノやゴメスに比べて、外国人であるピガフェッタは大した栄誉を与えられないまま宮廷を後にした。発奮した彼はその後、各地で航海の伝記を遺していく。地球一周による日付けのずれを証明したこともあり、ピガフェッタの活動は16世紀の学界に広く知り渡ることになり、結果としてマゼランに不朽の名声を与えることとなった。ただ、艦隊の中枢にいなかったピガフェッタが伝えたのは冒険の成果であって、途上の政治的軋轢とは無縁だった。
一方、マゼラン死後エルカーノと別れ、トリニダード号でパナマ地峡ダリエンを目指していた一行は荒天と飢餓で航海を断念。モルッカ諸島に戻り、テルナテ島のポルトガル要塞に救助同然に拿捕された。その内、後任の船長を務めていたエスピノサと水夫のヒネス・デ・マフラは拘束され、インド経由でエルカーノらに遅れること4年後、1526年に自力ではないにせよ、世界周航から帰還している。彼らはリスボンにて7ヶ月の拘留の後釈放されている。すでにエルカーノも他界しており、そもそもメンドーサ殺害の張本人である彼らからカルタヘナにまつわる証言がなされたという記録は残されていない。
かくして、ゴメスとエルカーノが沈黙し、ピガフェッタの活動によってマゼランの名誉が回復され、フォンセカが1524年にこの世を去り影響力を失うと、カルタヘナらの真意を伝える者も、その立場を弁護する者もいなくなってしまった。そして彼らは叛徒として、成功者たちの栄光、偉業の影に埋もれることとなった。
マゼランがカルタヘナとケサーダに下した裁きは、57年後に訪れた艦隊に危険な判例を与えた。太平洋沿岸のスペイン船を私掠するべくマゼラン海峡を根城にしたフランシス・ドレークは、友人であったトーマス・ドウティに背かれ、彼を鎖に繋いでサン・フリアン湾に到着した。このケサーダが首を打たれ、カルタヘナが置き去りにされた砂浜で、ドレークはドウティに同じように死ぬか置き去りにされるかを問うた。ドウティは死を選んだ。ツヴァイクは繰り返された死の裁判をカルタヘナらの「暴動」の顛末の最後に取り上げ、こう締めくくっている。
「人類のもっとも記憶すべき事業がほとんどいつでも流血にけがされ、もっとも苛酷な人々が最大の成功をおさめるということは、人類の永遠の宿命なのだ！」